# Browning Citori
Browning Citori представляет собой двуствольное ружьё с вертикальным расположением стволов. Продаётся компанией Browning Arms Company в Моргане, штат Юта, и производится корпорацией Miroku Corporation в Нангоку, Япония.
Browning Citori выпускается в самых разных моделях и калибрах, чтобы удовлетворить любителей стрельбы по мишеням, а также охотников на птиц.

## История
Browning Citori был впервые представлен в 1973 году как более доступная версия очень успешного ружья Browning Superposed, который впервые был представлен в 1931 году и был последним завершённым проектом стрелкового оружия, разработанным известным оружейным конструктором Джоном Мозесом Браунингом.
В 1977 году компания Browning Arms Company была приобретена в качестве дочерней компании бельгийской оружейной компанией FN Herstal, которая владеет её акциями и в настоящее время.
Название «Citori» не имеет никакого значения и является рекламным конструктом.